# Afgietsel

Animatie van het afgiet-proces

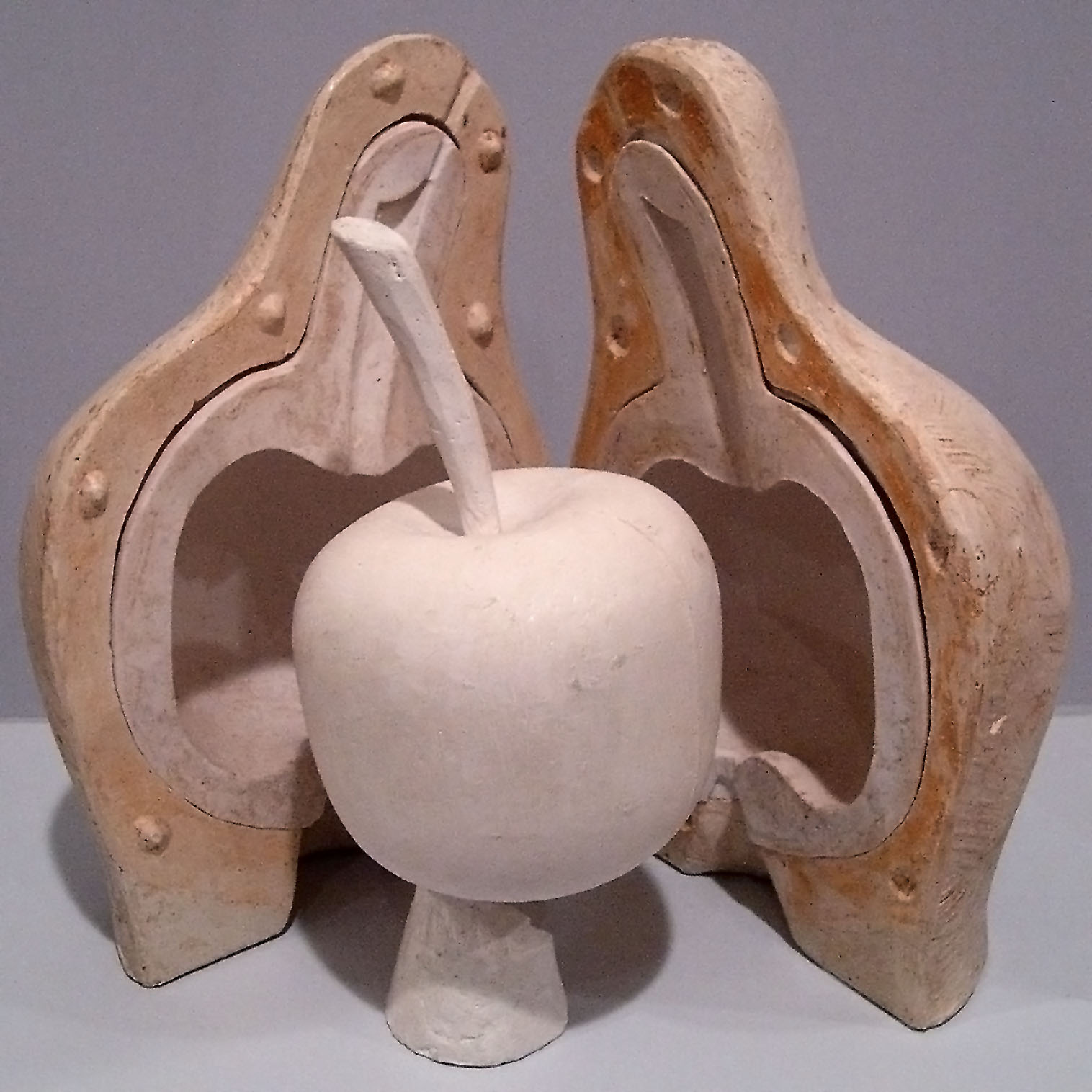
Een rubbermal met gipsen steunkap en een gipsen afgietsel

Een afgietsel is een kopie van een origineel beeld of ander voorwerp. Afgieten is een vormgevingstechniek die van een origineel een kopie maakt.

## Proces
Het afgietproces is in drie processtappen op te delen:
1. Het maken van een negatief; van een origineel wordt een afdruk gemaakt. Het origineel wordt in bak geplaatst. Vervolgens wordt deze bak gevuld met een vloeistof. Na verloop van tijd wordt de vloeistof hard. In plaats van de vloeistof wordt ook wel vochtig fijn zand gebruikt. Dit zand wordt mechanisch aangetrild of aangedrukt om na het verwijderen van het origineel de negatieve vorm te kunnen behouden. Een andere manier om een negatief te maken is door het aanbrengen van een of meerdere lagen vloeistof, al dan niet gedrenkt in een vezeldoek, die na verloop van tijd een vast vorm aanneemt. Deze manier wordt bij het aanbrengen van een gipsverband toegepast. Een derde manier is het negatief te maken uit een zacht materiaal zoals siliconen- of polyurethaanrubber. Om de vorm ervan te behouden moet deze gewoonlijk ondersteund worden door een harde buitenmal.
2. Verwijderen origineel; het origineel  wordt uit het negatief gehaald. Bij complexgevormde originelen vindt er meestal een ondersnijding in de lossingrichting plaats. Het origineel kan dan niet, zonder het te beschadigen, uit de negatieve vorm worden gehaald. Net zoals bij het aanbrengen van een gipsverband kan door het negatief in twee of meerdere stukken op te delen, het origineel uit de negatieve vorm gehaald worden. Bij complexe vormen is de rubbermal het meest geschikt.
3. Het gieten van de kopie; in de negatieve vorm wordt een uithardende vloeistof gegoten. Als de vloeistof uitgehard is dan wordt de negatieve vorm, die in dit geval als mal heeft gediend, verwijderd. Afhankelijk van de kwaliteit van het als mal gebruikte negatief en het toegepaste materiaal kan het zijn dat de kopie nog nabewerkt dient te worden.

## Toepassingen
Voor eenmalige en kleine productieseries wordt het afgietproces vaak toegepast. Voorbeelden hiervan zijn: beelden, protheses en gipsverband. 

## Toegepaste materialen
Voor het afgieten veel toegepaste materialen voor de afgietmal (het negatief) zijn: klei, gips, alginaat, siliconen, zeeschuim en vochtig fijn zand.
Voor het kopiemateriaal  kunnen in principe alle materialen worden gebruikt die van een vloeistofvorm overgaan in een vaste vorm. Veel toegepaste materialen zijn: polyester, vubonite, gips, hars, epoxy, beton en tin.

## Geschiedenis
Het afgietproces is waarschijnlijk zo oud als de mensheid. Met de komst in de 19e eeuw van de kunststoffen zoals siliconen is het mogelijk een exacte kopie van het origineel te maken. Het kan zijn dat het kopie er zo levensecht uitziet dat er extra verborgen merktekens in het kopie toegevoegd worden om na het afgietproces het origineel van de kopie te kunnen herkennen.